# Thomas Harley
Thomas Harley (24 août 1730 - 1er décembre 1804) est un homme politique britannique qui siège à la Chambre des communes pendant 41 ans, de 1761 à 1802.

## Biographie
Il est le quatrième fils d'Edward Harley (3e comte d'Oxford) et fait ses études à la Westminster School. 
Il devient échevin de Londres, shérif de la Cité de Londres en 1764 et maire de Londres en 1767. Il est député pour Londres de 1761 à 1774, puis pour le Herefordshire pendant le reste de sa vie. 

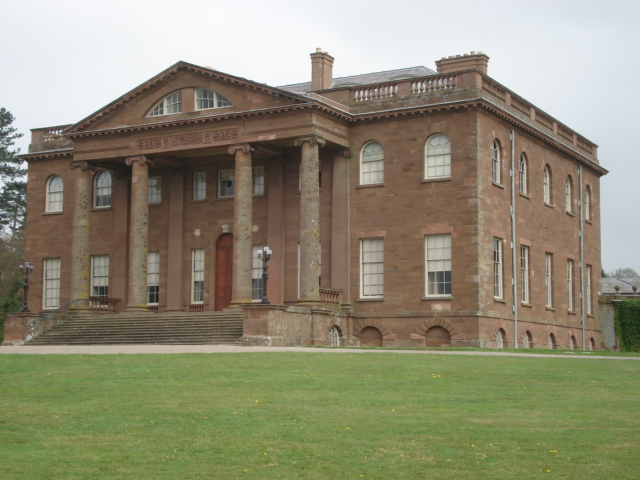
Berrington Hall, Herefordshire

En 1775, il achète le domaine de Berrington près de Eye, dans le Herefordshire, à la famille Cornewall et construit Berrington Hall en 1778–1781 à la place d'une maison plus ancienne. Il est maintenant classé comme bâtiment grade I. 
Il est élu maire de Shrewsbury de 1784 à 1785 et nommé Lord Lieutenant du Radnorshire de avril 1791 à août 1804. 
Il meurt en décembre 1804. Il se marie en 1752 avec Anne, fille d'Edward Bangham, vérificateur adjoint de l'Aprest. Ils ont deux fils qui sont décédés avant lui et cinq filles. Il lègue Berrington Hall à sa fille Anne lorsqu'elle épouse George Rodney (1753-1802), fils de l'amiral George Brydges Rodney. Une autre fille, Martha, épouse George Drummond de Stanmore. 
Harley Street à Londres porte le nom de Thomas. 